# Verrallina quadrispinata
Verrallina quadrispinata är en tvåvingeart som beskrevs av King och Harry Hoogstraal 1947. Verrallina quadrispinata ingår i släktet Verrallina och familjen stickmyggor. Inga underarter finns listade i Catalogue of Life.